# زردپی آشیل
زردپی آشیل یا تاندون آشیل (Achilles tendon) قوی‌ترین و بلندترین زردپی (تاندون) در پای انسان است که ماهیچه‌های ساق را به استخوان پاشنه پیوند می‌دهد. زردپی از بافت‌های فیبرمانند است که معمولا ماهیچه را به استخوان متصل می‌کند و توانایی ایستادگی در برابر کشش را دارا است.

## کالبدشناسی
ماهیچه دوقلو بعد از ساق پا در انتهای خود تبدیل به زردپی می‌شود و بعد از یکی شدن با زردپی ماهیچه نعلی، تاندون آشیل را درست می‌کند. زردپی آشیل به پشت استخوان پاشنه می‌چسبد. این زردپی موجب پلانتار فلکشن یا به پایین آمدن پا می‌شود و نقش بسیار مهمی در راه رفتن، دویدن و جهیدن دارد. وظیفه این تاندون پایین آوردن مچ پا است.

## نگارخانه

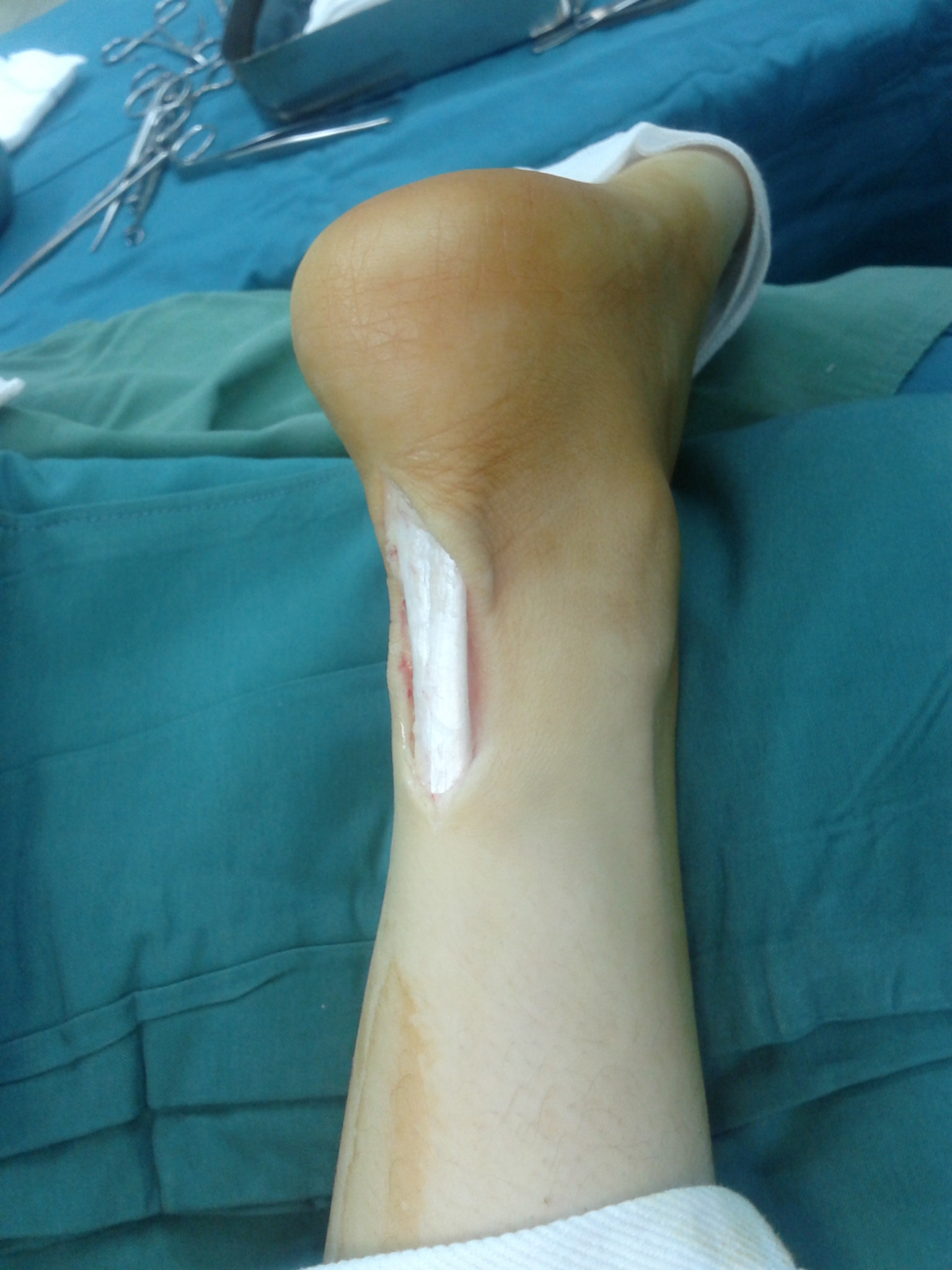
زردپی آشیل
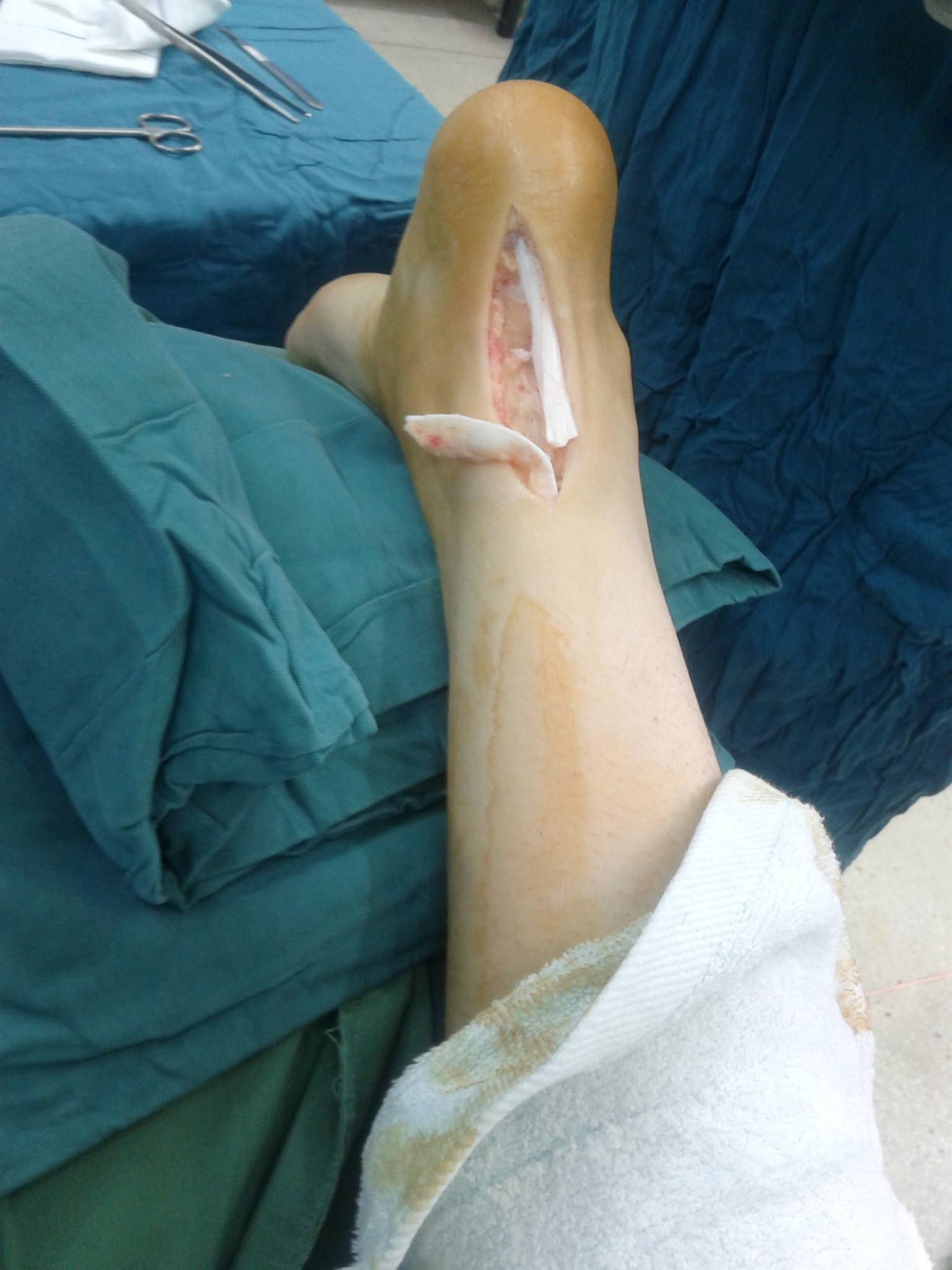
جراحی بر روی زردپی آشیل